# Nasiąkliwość wagowa
Nasiąkliwość wagowa – właściwość fizyczna materiałów budowlanych, która określa się stosunkiem masy wody wchłoniętej przez materiał do masy tego materiału w stanie suchym, wyrażonym w procentach. Nasiąkliwość wagowa (nw) - wyraża się wzorem:
{\displaystyle n_{w}={\frac {m_{n}-m_{s}}{m_{s}}}\cdot 100[\%]}
{\displaystyle m_{n}} - masa próbki nasyconej wodą

{\displaystyle m_{s}} - masa próbki w stanie suchym (wysuszonej do stałej masy)